# フォークランド危機 (1770年)

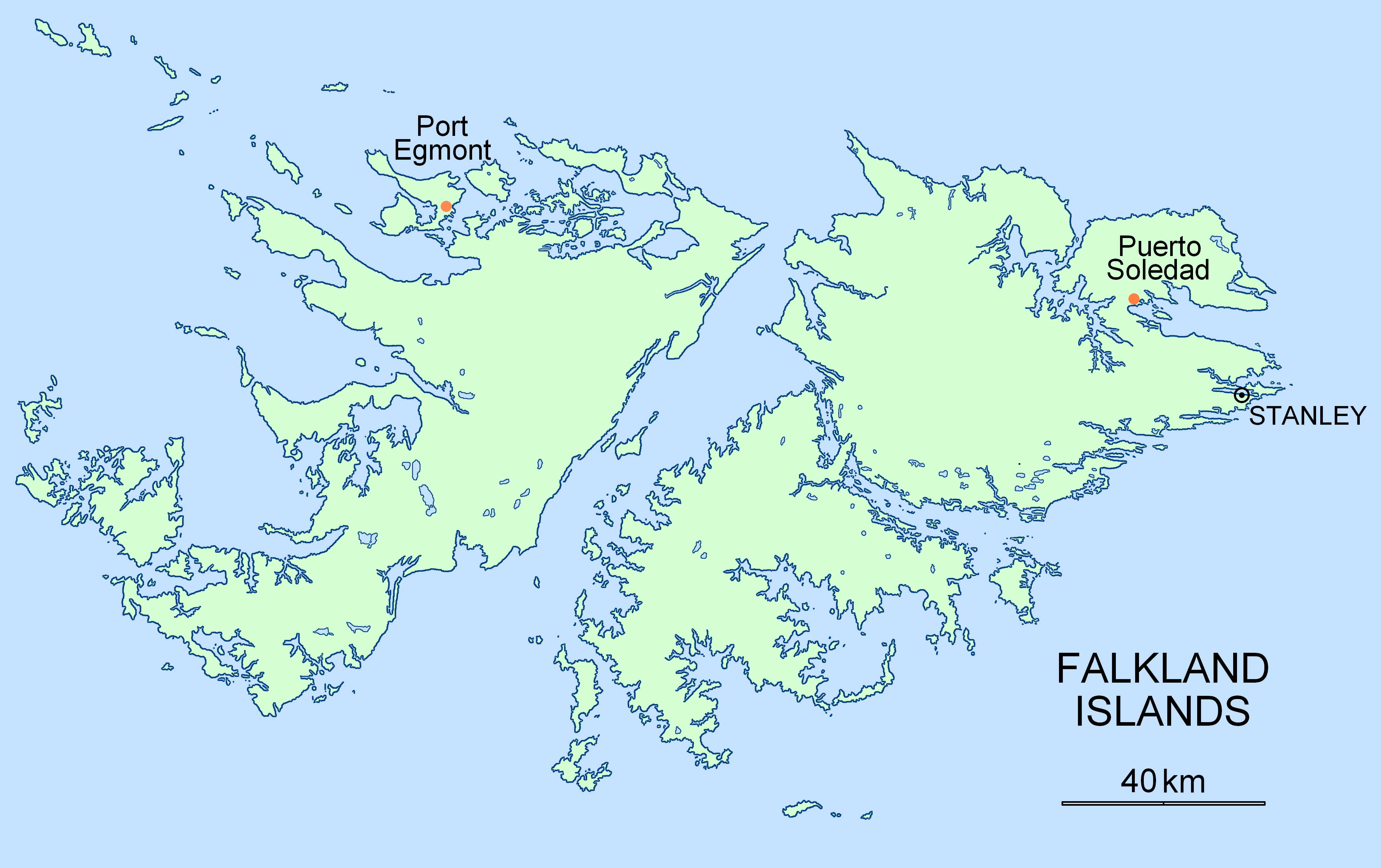
フォークランド諸島の地図

1770年フォークランド危機（1770ねんフォークランドきき、英語: Falklands Crisis of 1770）は、大西洋南部のフォークランド諸島の領有権をめぐるグレートブリテン王国とスペイン王国の外交対立。この外交危機により、フランスの後ろ盾を得たスペインとイギリスの間で戦争が勃発する寸前となり、3国とも艦隊を派遣して、不毛ながら戦略的要地であるフォークランド諸島への主張を押し通そうとした。
最終的にはフランスからの支援の欠如によりスペインが譲歩、英西ともフォークランド諸島での集落を維持しつつ領土主張を取り下げないという妥協がなされた。

## 背景
イギリスとスペインの歴史家はそれぞれ自国の探検家が最初に島を発見したと主張した。1690年1月、イングランド王国の船員でウェルフェア号（Welfare）の船長ジョン・ストロングが西フォークランド島と東フォークランド島の間にある海峡を航行、第5代フォークランド子爵アンソニー・ケアリーに因んでフォークランド海峡と命名した。その後、諸島自体の名前も海峡の名前をとってフォークランド諸島と呼ばれるようになった。
イングランド政府は16世紀にも領有権を主張したが、ロンドン当局が真剣にこの問題に取り組んだのは1748年のアンソン男爵による報告がなされてからだった。イギリスは遠征を計画したが、スペインが反対したため一旦棚上げされた。危ういながらも均衡状態が維持される可能性もあったが、第3国であるフランス王国が介入したことでそれが崩された。
七年戦争が1763年に終結すると、フランスは大西洋南部における自国の情勢を改善しようとした。1764年、ルイ・アントワーヌ・ド・ブーガンヴィルがフォークランド諸島に上陸、東フォークランド島のポール・サン・ルイに入植しようとした。1765年にはイギリスのジョン・バイロンが西フォークランド島沖のポート・エグモントに上陸した。このときはブーガンヴィルとバイロンはお互いに気づかなかった。1767年にはフランスがスペインからの圧力を受けてポール・サン・ルイをスペインに引き渡し、同地はプエルト・ソレダに改名された。

## スペインによる占領

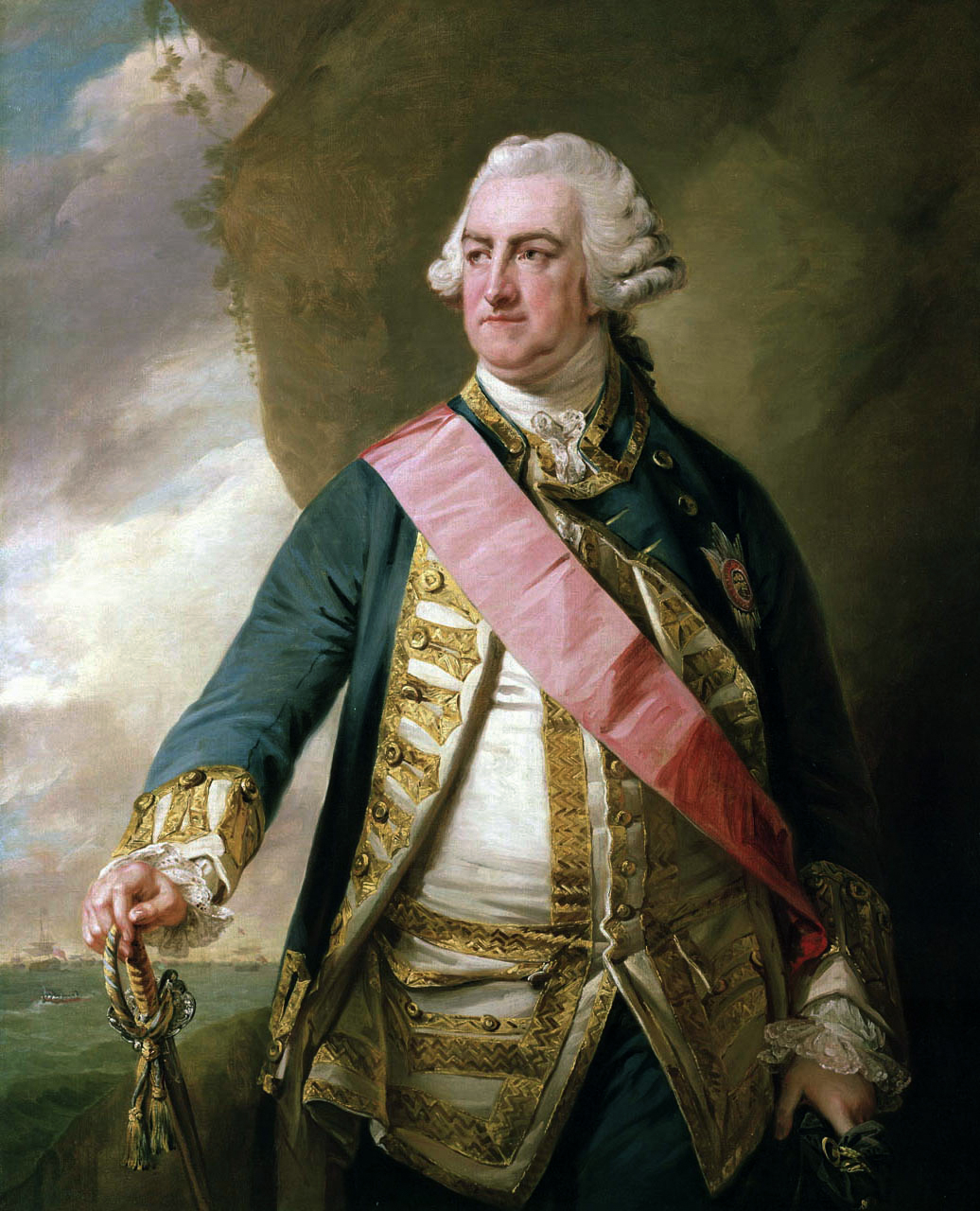
危機中に王立海軍を動員した海軍卿初代ホーク男爵エドワード・ホーク。

1770年6月、スペインのブエノスアイレス総督フランシスコ・デ・パウラ・ブカレリはフアン・イグナシオ・デ・マダリアガ将軍率いるフリゲート5隻をポート・エグモントに派遣した。1隻目が6月4日に港内に錨を下ろした後、海兵隊1,400人を乗せた残りの4隻がそれに続いた。現地のイギリス軍の指揮官はジョージ・ファーマーだった。10日、マダリアガはファーマーに手紙を書き、自軍が1,400人と大砲を保有している以上、イギリス軍がそれ以上躊躇していたら強制退去させることができると脅した。ファーマーは力を尽くして抵抗すると返答したが、スペイン軍が上陸すると、ファーマーは大砲を発射したのち条件付きで降伏した。イギリス軍の備品はスペイン軍に奪われたが、イギリス軍はフェイヴァーリット号（Favourite）で帰国することを許された。

## イギリス本国の反応
イギリスの議会が11月に開会すると、議員たちはスペインによるイギリスの国威への侮辱に激怒、ノース卿政府に行動を要求した。多くの議員は1768年のコルシカ危機でフランスによるコルシカ島併合を防げなかったことに怒っており、フォークランド諸島で同じ轍を踏むことを恐れた。イギリス外務省は「潜在的な戦争に備えて動員を開始した」。
脅しとその対抗としての脅しという応酬が続く中、スペインは1761年の第三次家族協約を発動してフランスの支持を得ようとした。一時はフランスの戦争大臣と外務大臣であるショワズール公爵が戦争に前向きだったこともあり3国間の戦争が勃発しそうな情勢だったが、フランス王ルイ15世はスペイン王カルロス3世に「私の大臣は戦争を欲したが、私は欲さない」と伝えた。ショワズールはルイ15世に解任されて領地に戻り、フランスの支援を得られなかったスペインはイギリスに妥協せざるを得なかった。

## スペインの譲歩

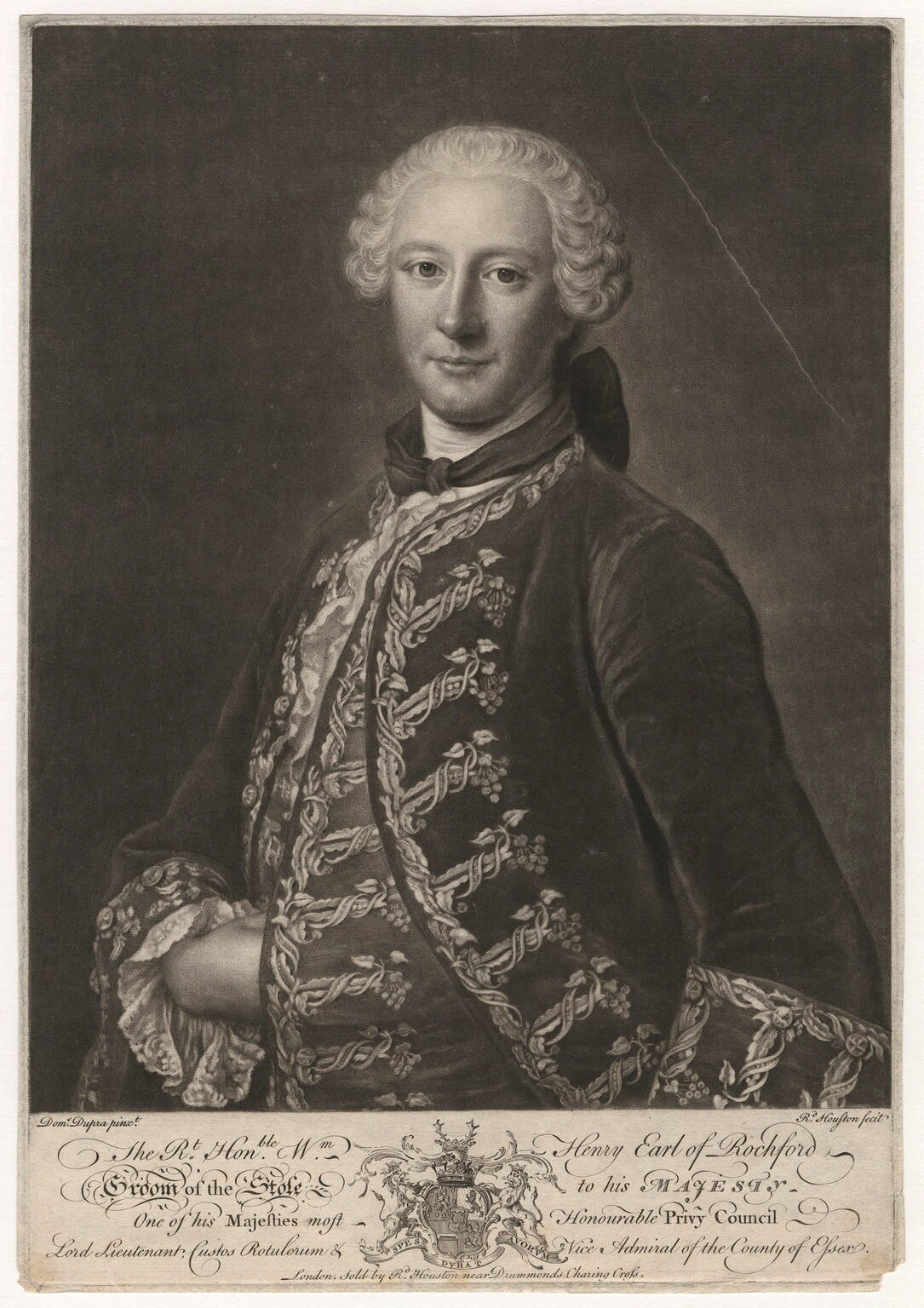
第4代ロッチフォード伯爵

1771年1月22日、駐英スペイン大使のマッセラーノ侯が宣言を読み上げ、スペイン王が「ブカレリの暴力的な行動を関知しない」と述べ、「エグモントと呼ばれる港口と要塞、並びに全ての大砲と備品を目録通りに回復する」と約束した。また、「ポート・エグモントを回復するこの行動はマルイーヌ諸島、またはフォークランド諸島と呼ばれる地域への既存の主権問題について何ら影響できず、影響を与えるべきではない」とも宣言した。
この譲歩はロッチフォード伯爵によって受け入れられた。彼は「グレートブリテン国王の名において、ポート・エグモントを奪われたことによる損害への賠償を受け入れる」許可を得たと宣言した。そして、宣言に署名した後、ロッチフォード伯爵はスペインが「ポート・エグモントに対する遠征について関知せず、1770年6月10日以前の状態に回復することを努める。ブリテン国王は上記の宣言、並びにカトリック国王がそれを完全に履行することを、グレートブリテン王権への損害の補償と見なす」と述べた。

## その後
イギリスはポート・エグモントの基地を回復した。領有権問題はこのときは回避されたが、以降も度々問題になった。サミュエル・ジョンソンはフォークランドの危機の影響を『フォークランド諸島に対する最近の処置についての所見』（Thoughts on the late Transactions Respecting Falkland's Islands）というパンフレットで記述した。彼はフォークランド諸島について「自給できないため、永遠に独立できない植民地」と述べ、このような遠隔地にある諸島を敵対的な本土と対抗して維持する難しさに焦点を当てた。
フォークランド危機は首相ノース卿を取り巻く情勢を大きく改善させたが、同時にアメリカ独立戦争においてイギリスの植民地にフランスが介入することはないという誤った認識を増長させた。一方のフランスではショワズール公の政治生涯が危機によって終結を迎えたが、代わって台頭したヴェルジャンヌ伯爵はヨーロッパにおける勢力均衡を維持するにはイギリスが七年戦争で得た利益を取り戻す必要があると、ショワズール公と近い意見をもっていた。その結果、フランスは最終的にはアメリカ独立戦争に参戦することを決意したのであった。